# Olympische Sommerspiele 2016/Teilnehmer (Honduras)
| Gelbes Symbol für Goldmedaillen mit stilisierten Olympischen Ringen | Graues Symbol für Silbermedaillen mit stilisierten Olympischen Ringen | Braundes Symbol für Bronzemedaillen mit stilisierten Olympischen Ringen |
| ------------------------------------------------------------------- | --------------------------------------------------------------------- | ----------------------------------------------------------------------- |
| —                                                                   | —                                                                     | —                                                                       |

Honduras nahm an den Olympischen Spielen 2016 in Rio de Janeiro teil. Es war die insgesamt elfte Teilnahme an Olympischen Sommerspielen. Vom Comité Olímpico Hondureño wurden insgesamt 26 Athleten in acht Sportarten nominiert.

## Teilnehmer nach Sportarten

### Boxen
| Athleten      | Wettbewerb              | 1. Runde       | 1. Runde | Achtelfinale  | Achtelfinale  | Viertelfinale | Viertelfinale | Halbfinale    | Halbfinale    | Finale        | Finale        | Rang          |
| Athleten      | Wettbewerb              | Gegner         | Ergebnis | Gegner        | Ergebnis      | Gegner        | Ergebnis      | Gegner        | Ergebnis      | Gegner        | Ergebnis      | Rang          |
| ------------- | ----------------------- | -------------- | -------- | ------------- | ------------- | ------------- | ------------- | ------------- | ------------- | ------------- | ------------- | ------------- |
| Männer        |                         |                |          |               |               |               |               |               |               |               |               |               |
| Teofimo Lopéz | Leichtgewicht bis 60 kg | Sofiane Oumiha | 0:3      | ausgeschieden | ausgeschieden | ausgeschieden | ausgeschieden | ausgeschieden | ausgeschieden | ausgeschieden | ausgeschieden | ausgeschieden |

### Fußball
| Wettbewerb    | Männer |
| ------------- | --- |
| Athleten      | Luis López (TW) Jonathan Paz Marcelo Pereira Kevin Álvarez Allans Vargas Bryan Acosta Brayan Ramírez Johnny Palacios Anthony Lozano Óscar Salas Marcelo Espinal Romell Quioto Jhow Benavídez Elder Torres Allan Banegas Brayan García Alberth Elis Harold Fonseca (TW) |
| Trainer       | Jorge Luis Pinto () |
| Gruppenphase  | Algerien 3:2 (2:0) Portugal 1:2 (1:2) Argentinien 1:1 (0:0) |
| Viertelfinale | Südkorea 1:0 (0:0) |
| Halbfinale    | Brasilien 0:6 (0:3) |
| Finale        | Nigeria 2:3 (0:1) |
| Platzierung   | 4. Platz |

### Gewichtheben
| Athleten         | Wettbewerb       | Reißen  | Reißen | Stoßen  | Stoßen | Zweikampf | Zweikampf | Rang |
| Athleten         | Wettbewerb       | Gewicht | Rang   | Gewicht | Rang   | Gewicht   | Rang      | Rang |
| ---------------- | ---------------- | ------- | ------ | ------- | ------ | --------- | --------- | ---- |
| Männer           |                  |         |        |         |        |           |           |      |
| Cristopher Pavón | Klasse bis 94 kg | 145 kg  | 15     | 180 kg  | 15     | 325 kg    | 15        | 15   |

### Judo
| Athleten     | Wettbewerb  | 1. Runde     | 1. Runde    | 2. Runde      | 2. Runde      | Viertelfinale | Viertelfinale | Halbfinale / Trostrunde | Halbfinale / Trostrunde | Finale / Platz 3 | Finale / Platz 3 | Rang |
| Athleten     | Wettbewerb  | Gegner       | Ergebnis    | Gegner        | Ergebnis      | Gegner        | Ergebnis      | Gegner                  | Ergebnis                | Gegner           | Ergebnis         | Rang |
| ------------ | ----------- | ------------ | ----------- | ------------- | ------------- | ------------- | ------------- | ----------------------- | ----------------------- | ---------------- | ---------------- | ---- |
| Männer       |             |              |             |               |               |               |               |                         |                         |                  |                  |      |
| Ramón Pileta | über 100 kg | Rafael Silva | 000s1:110s0 | ausgeschieden | ausgeschieden | ausgeschieden | ausgeschieden | ausgeschieden           | ausgeschieden           | ausgeschieden    | ausgeschieden    | 17   |

### Leichtathletik
Laufen und Gehen 
| Athleten         | Wettbewerb | Runde 1 | Runde 1 | Halbfinale    | Halbfinale    | Finale        | Finale        | Rang |
| Athleten         | Wettbewerb | Zeit    | Rang    | Zeit          | Rang          | Zeit          | Rang          | Rang |
| ---------------- | ---------- | ------- | ------- | ------------- | ------------- | ------------- | ------------- | ---- |
| Männer           |            |         |         |               |               |               |               |      |
| Rolando Palacios | 200 m      | 21,32 s | 71      | ausgeschieden | ausgeschieden | ausgeschieden | ausgeschieden | 71   |

### Ringen
| Athleten        | Wettbewerb       | 1. Runde         | 1. Runde         | Achtelfinale     | Achtelfinale     | Viertelfinale    | Viertelfinale    | Halbfinale       | Halbfinale       | Hoffnungsrunde Viertelfinale | Hoffnungsrunde Viertelfinale | Hoffnungsrunde Halbfinale | Hoffnungsrunde Halbfinale | Hoffnungsrunde Finale | Hoffnungsrunde Finale | Finale           | Finale           | Rang             |
| Athleten        | Wettbewerb       | Gegner           | Ergebnis         | Gegner           | Ergebnis         | Gegner           | Ergebnis         | Gegner           | Ergebnis         | Gegner                       | Ergebnis                     | Gegner                    | Ergebnis                  | Gegner                | Ergebnis              | Gegner           | Ergebnis         | Rang             |
| --------------- | ---------------- | ---------------- | ---------------- | ---------------- | ---------------- | ---------------- | ---------------- | ---------------- | ---------------- | ---------------------------- | ---------------------------- | ------------------------- | ------------------------- | --------------------- | --------------------- | ---------------- | ---------------- | ---------------- |
| Freistil Frauen |                  |                  |                  |                  |                  |                  |                  |                  |                  |                              |                              |                           |                           |                       |                       |                  |                  |                  |
| Brenda Bailey   | Klasse bis 48 kg | nicht angetreten | nicht angetreten | nicht angetreten | nicht angetreten | nicht angetreten | nicht angetreten | nicht angetreten | nicht angetreten | nicht angetreten             | nicht angetreten             | nicht angetreten          | nicht angetreten          | nicht angetreten      | nicht angetreten      | nicht angetreten | nicht angetreten | nicht angetreten |

### Schwimmen
| Athleten               | Wettbewerb          | Vorlauf     | Vorlauf | Halbfinale    | Halbfinale    | Finale        | Finale        | Rang |
| Athleten               | Wettbewerb          | Zeit        | Rang    | Zeit          | Rang          | Zeit          | Rang          | Rang |
| ---------------------- | ------------------- | ----------- | ------- | ------------- | ------------- | ------------- | ------------- | ---- |
| Frauen                 |                     |             |         |               |               |               |               |      |
| Sara Pastrana          | 200 m Freistil      | 2:03,19 min | 38      | ausgeschieden | ausgeschieden | ausgeschieden | ausgeschieden | 38   |
| Männer                 |                     |             |         |               |               |               |               |      |
| Allan Gutiérrez Castro | 100 m Schmetterling | 55,20 s     | 39      | ausgeschieden | ausgeschieden | ausgeschieden | ausgeschieden | 39   |

### Taekwondo
| Athleten       | Wettbewerb       | Achtelfinale       | Achtelfinale | Viertelfinale | Viertelfinale | Hoffnungsrunde Halbfinale | Hoffnungsrunde Halbfinale | Halbfinale    | Halbfinale    | Hoffnungsrunde Finale | Hoffnungsrunde Finale | Finale        | Finale        | Rang          |
| Athleten       | Wettbewerb       | Gegner             | Ergebnis     | Gegner        | Ergebnis      | Gegner                    | Ergebnis                  | Gegner        | Ergebnis      | Gegner                | Ergebnis              | Gegner        | Ergebnis      | Rang          |
| -------------- | ---------------- | ------------------ | ------------ | ------------- | ------------- | ------------------------- | ------------------------- | ------------- | ------------- | --------------------- | --------------------- | ------------- | ------------- | ------------- |
| Männer         |                  |                    |              |               |               |                           |                           |               |               |                       |                       |               |               |               |
| Miguel Ferrera | Klasse bis 80 kg | Mehdi Khodabakhshi | 1:13         | ausgeschieden | ausgeschieden | ausgeschieden             | ausgeschieden             | ausgeschieden | ausgeschieden | ausgeschieden         | ausgeschieden         | ausgeschieden | ausgeschieden | ausgeschieden |